# Sybroopsis subtruncata
Sybroopsis subtruncata là một loài bọ cánh cứng trong họ Cerambycidae.